# Nils Person
Nils Person, även känd som Person i Hyhult, född 1771, död omkring 1830 i Hyhult, Vrå socken, Kronobergs län, var en svensk bonadsmålare. 
Han var son till bonadsmålaren Per Persson och far till Sven Nilsson. Han målningar utfördes i en förenklad Nils Lindberg-stil och består av en omfattande produktion.